# Fermín Machado
Fermín Machado (Callao, Perú; 7 de agosto de 1909-3 de octubre de 1967) fue un futbolista peruano. Desempeñó como delantero en la punta derecha.

## Trayectoria
Se inició en el club Unión Buenos Aires, club con gran auge en esa época.
Tras el cisma en la Federación Peruana de Fútbol pasaría a las filas del Club Atlético Chalaco en 1932, donde obtendría dos campeonatos en la que fue por aquellos años la reciente Liga Provincial de Foot Ball del Callao, pasaría a Alianza Frigorífico Nacional en 1934 y luego iría al Club Centro Deportivo Municipal con el cual logró ser campeón de la Primera División Unificada de Lima y Callao, ascendiendo así a la Primera División del Perú.

## Clubes
| Club                            | País | Temporada |
| ------------------------------- | ---- | --------- |
| Unión Buenos Aires              | Perú | 1928-1931 |
| Club Atlético Chalaco           | Perú | 1932-1933 |
| Alianza Frigorífico Nacional    | Perú | 1934      |
| Club Centro Deportivo Municipal | Perú | 1936-1939 |
| Unión Estrella                  | Perú | 1940      |

## Palmarés

#### Campeonatos nacionales
| Título                                      | Club                            | País | Año  |
| ------------------------------------------- | ------------------------------- | ---- | ---- |
| Liga Provincial de Foot Ball del Callao     | Club Atlético Chalaco           | Perú | 1932 |
| Liga Provincial de Foot Ball del Callao     | Club Atlético Chalaco           | Perú | 1934 |
| Primera División Unificada de Lima y Callao | Club Centro Deportivo Municipal | Perú | 1936 |